# Tour des Vents
Ne doit pas être confondu avec Tour du vent.
La tour des Vents, appelée aussi horloge d'Andronicos, est une horloge hydraulique antique monumentale d’Athènes, située sur l'agora romaine. Elle est remarquable pour les vestiges du mécanisme de l'horloge, mais plus encore pour les figures en haut-relief des divinités des Vents qui ornent chacune de ses huit faces.

## Historique
Sur la base des témoignages de Vitruve et Varron, cette tour octogonale est présumée avoir été construite au Ier siècle av. J.-C. par l'ingénieur Andronicus Cyrrhestès, (originaire de Cyrrhus en Macédoine ou de Cyrrhus en Syrie). Cependant, elle a aussi pu précéder dans sa construction l'ensemble de l'agora romaine et remonterait alors au IIe siècle av. J.-C., du temps d'Attale III, son probable commanditaire. Elle était réputée pour être un lieu de rencontre entre les citoyens antiques et les prostituées[réf. nécessaire].

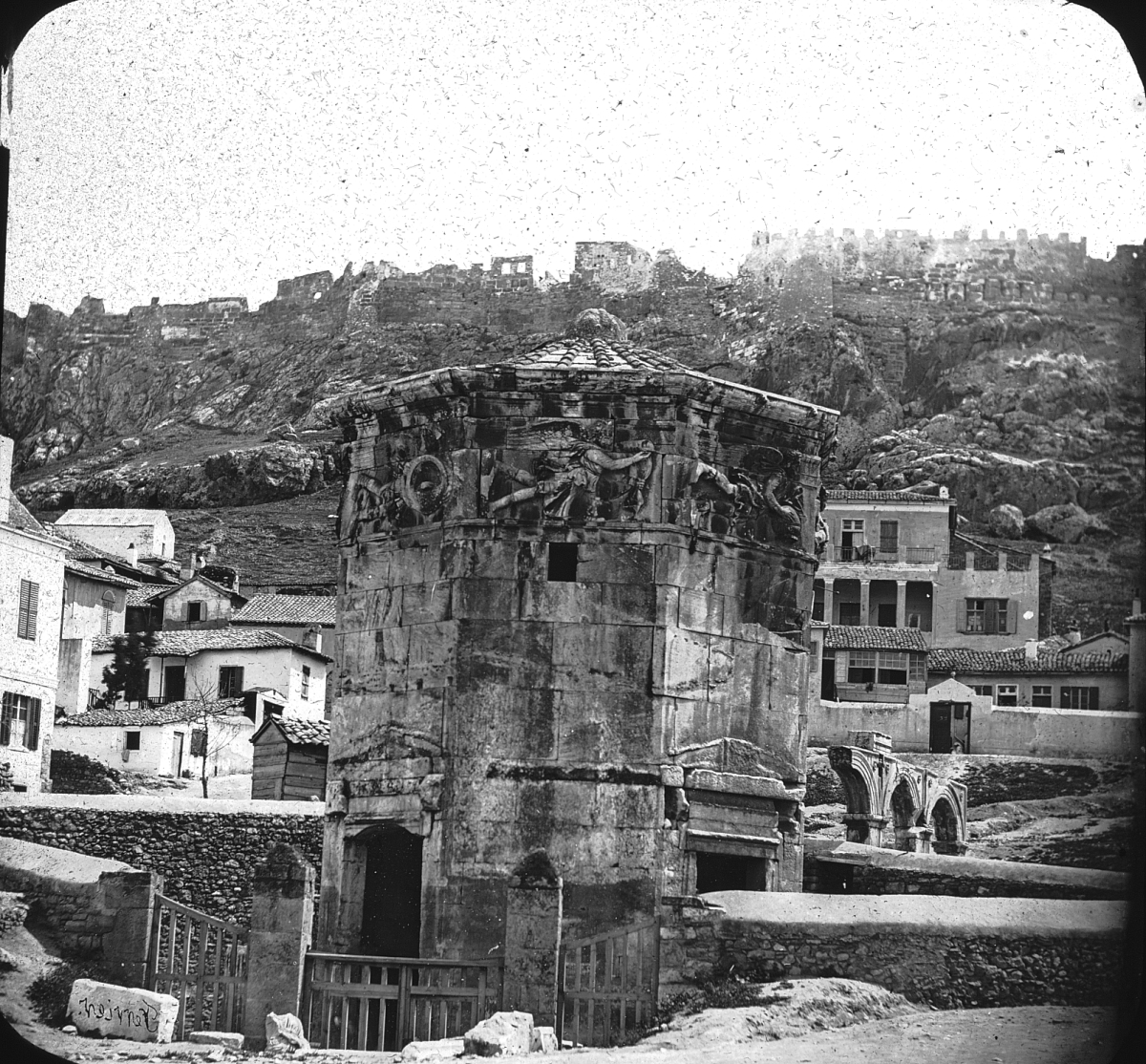
La tour des Vents, vers 1870. Plaque photographique sur verre.

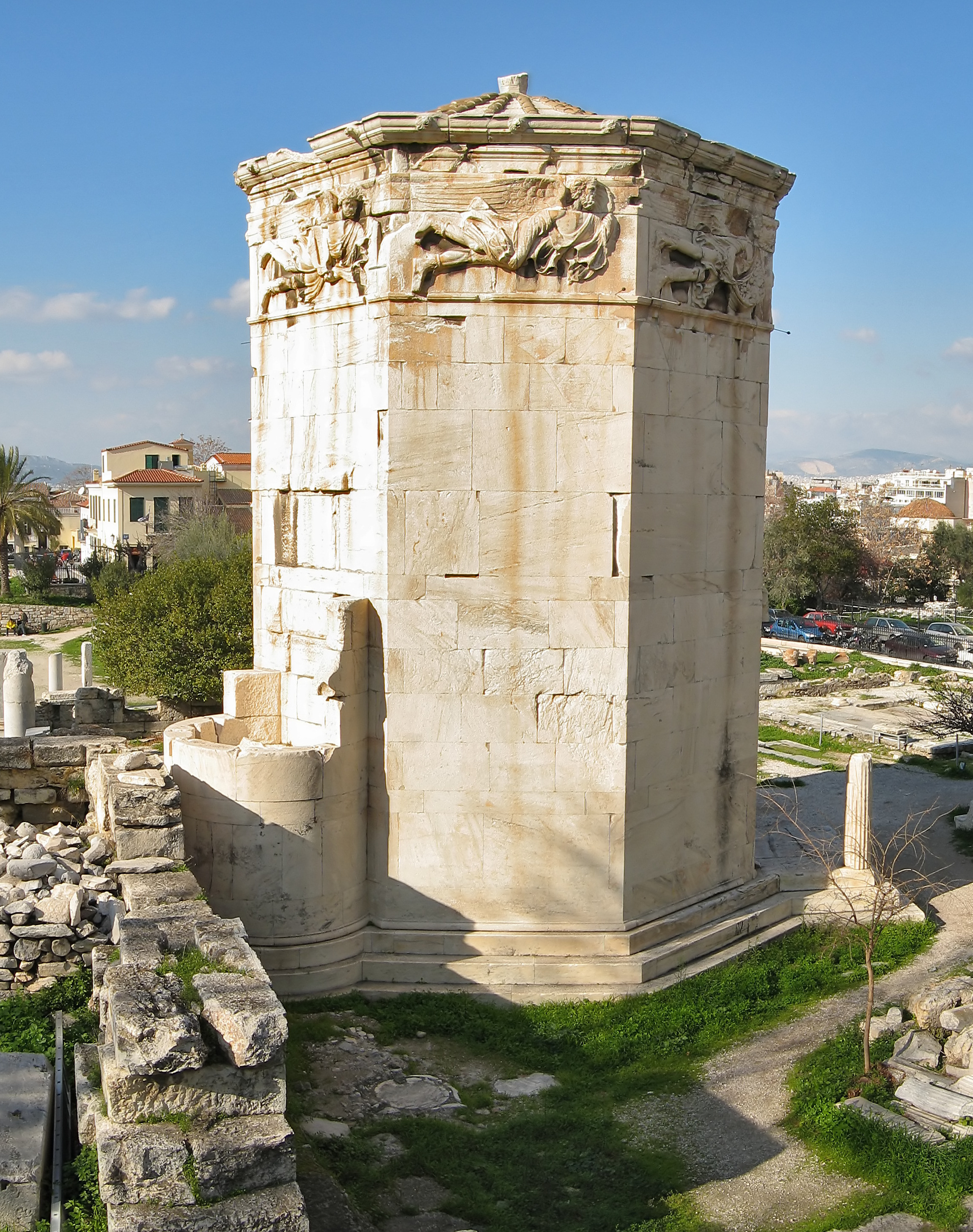
La tour et le réservoir latéral de la clepsydre.

Plus tard, à l'époque paléochrétienne, l'édifice fit office de baptistère ou d'église. Un témoignage du XVe siècle mentionna le monument comme église, tandis que le voyageur Cyriaque d'Ancône y fit référence comme « temple d'Éole ». La tour servit également de tekke de derviches au cours de la période ottomane et un mihrab fut percé pour l'occasion. Au tournant du XVIIIe siècle, Lord Elgin tenta de faire transférer l'édifice en Angleterre mais le caractère sacré du lieu entraîna le refus des autorités locales.
La tour des Vents finit par être largement enfouie au cours du temps et ne fut dégagée qu'entre 1837 et 1845, lors de fouilles menées par la Société archéologique d'Athènes. Entre 2014 et 2016, des travaux de restauration furent conduits par l'Éphorie des antiquités de la ville d'Athènes.

## Description
Le monument, construit en marbre du Pentélique, atteint 13,85 m de hauteur et son diamètre est de 8,40 m. Chaque face a une largeur de 3,20 m. Des vestiges de polychromie furent relevés à l'extérieur de l'édifice, tandis qu'à l'intérieur, des traces de fresques représentant un ange et un saint militaire à cheval furent mises au jour. L'intérieur de la tour a une décoration dorique, tandis que l'extérieur a été traité dans le style corinthien.

### L'horloge hydraulique
Deux porches corinthiens, surmontant les entrées au nord-est et au nord-ouest, donnaient accès à l'horloge hydraulique dont on peut voir au sol les traces de la cuve circulaire et des canalisations,. Celles-ci communiquent avec un réservoir cylindrique extérieur assez bien conservé, visible du côté sud, qui alimentait l'horloge tout au long de la journée. Les détails du mécanisme sont toutefois encore aujourd'hui largement méconnus.
Chacune des faces du monument exposées au soleil à un moment de la journée était en outre pourvue d'un cadran solaire situé juste au-dessous des reliefs sculptés.

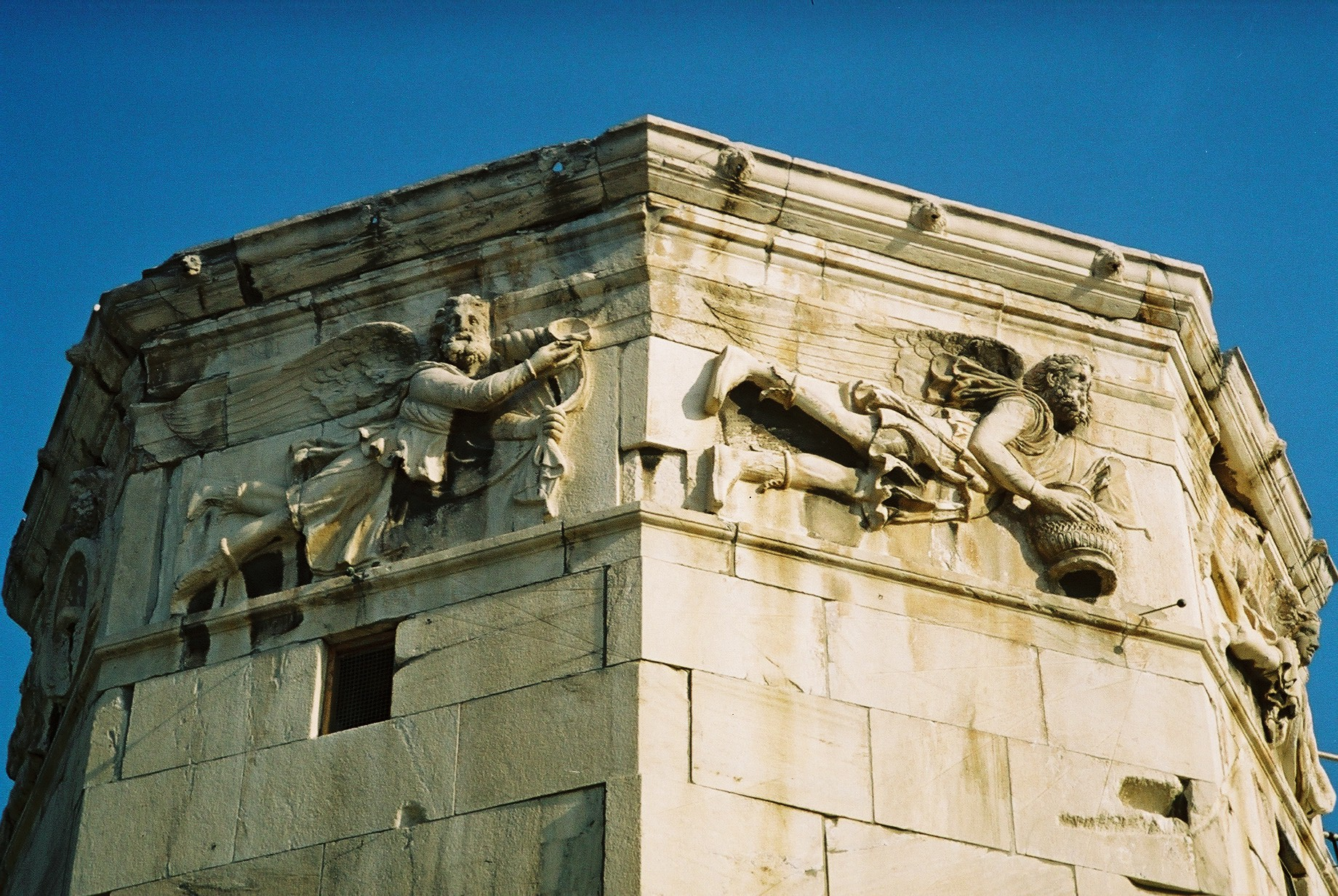
Borée, Sciron, cadrans solaires.
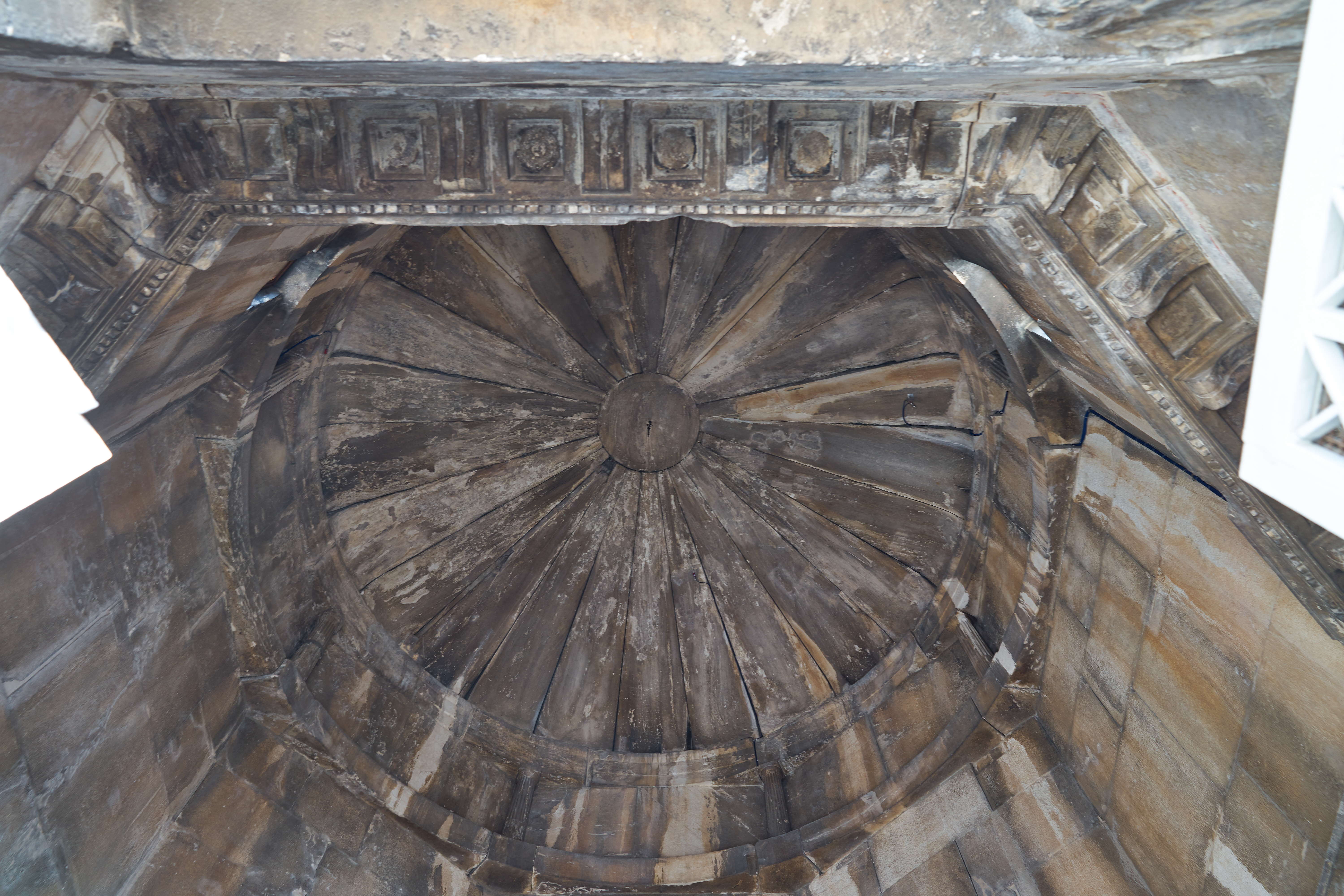
Intérieur de la couverture.
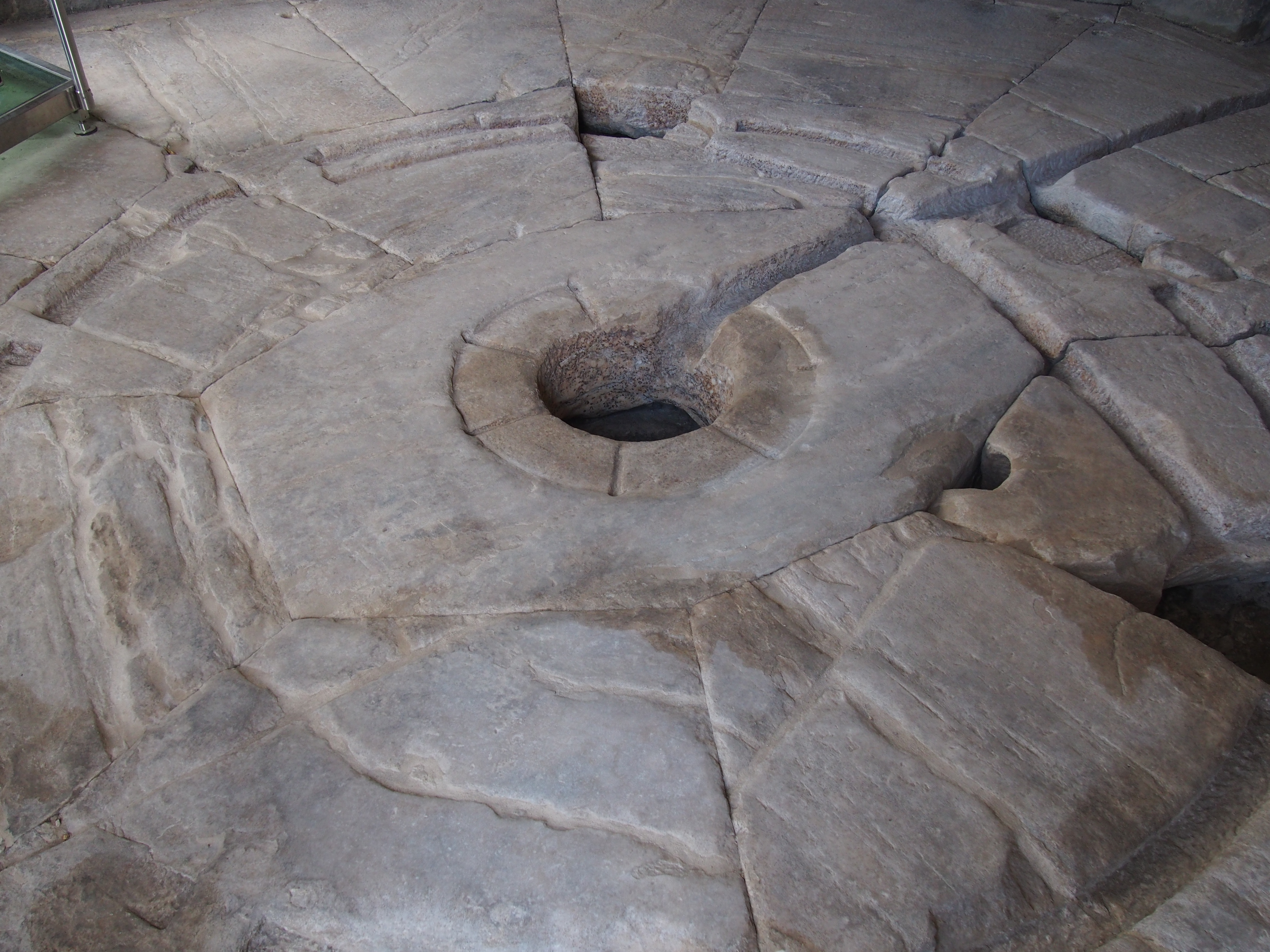
Traces au sol de la cuve et des canalisations.

### Les sculptures
La toiture conique, au sommet d'un entablement caractérisé par trois sculptures de lions sur chaque face, était jadis surmontée d'une girouette figurant un Triton pivotant qui pointait son bâton dans la direction où soufflait le vent,.
Chacune des huit faces du monument est dédiée à l'un des huit Vents principaux, représentés dans une attitude de vol. Ces huit figures, portant des ailes à leurs épaules, sont vêtues ; leurs caractères, leurs divers attributs indiquent la nature des Vents qu'elles représentent.
Les huit Vents principaux représentés sur la tour des Vents sont identifiés comme suit, :
| Nom              | Caractéristiques | Sculpture in situ | Gravure associée |
| ---------------- | --- | ----------------- | ---------------- |
| Borée            | Vent du nord, homme barbu, les cheveux en broussaille, vêtu d'une robe flottante formée de tourbillons et tenant une conque dans ses mains. |                   |                  |
| Kaikias / Cécias | Vent du nord-est, représenté comme un homme barbu tenant et déversant un bouclier plein de grêlons.                                         |                   |                  |
| Apéliote         | Vent d'est, jeune homme portant une robe remplie de fruits, de céréales et d'alvéoles d'abeille.                                            |                   |                  |
| Euros            | Vent du sud-est, homme âgé et barbu, drapé dans une lourde robe pour se protéger des éléments.                                              |                   |                  |
| Notos            | Vent du sud, homme déversant une urne et provoquant une averse.                                                                             |                   |                  |
| Lips             | Vent du sud-ouest, jeune homme accroché à la poupe d'un navire, promettant des vents favorables.                                            |                   |                  |
| Zéphyr           | Vent d'ouest, jeune homme imberbe dispersant dans les airs des fleurs de son manteau.                                                       |                   |                  |
| Sciron           | Vent du nord-ouest, homme barbu semant des cendres incandescentes d'un vase de bronze, pour signifier le début de l'hiver.                  |                   |                  |

Gravures extraites des Antiquités d'Athènes, 1762, de Stuart et Revett :
- Vue générale de la tour des Vents en 1762.
- Plan de la tour des Vents, 1762.
- Reconstitution du monument, 1762.

## Postérité

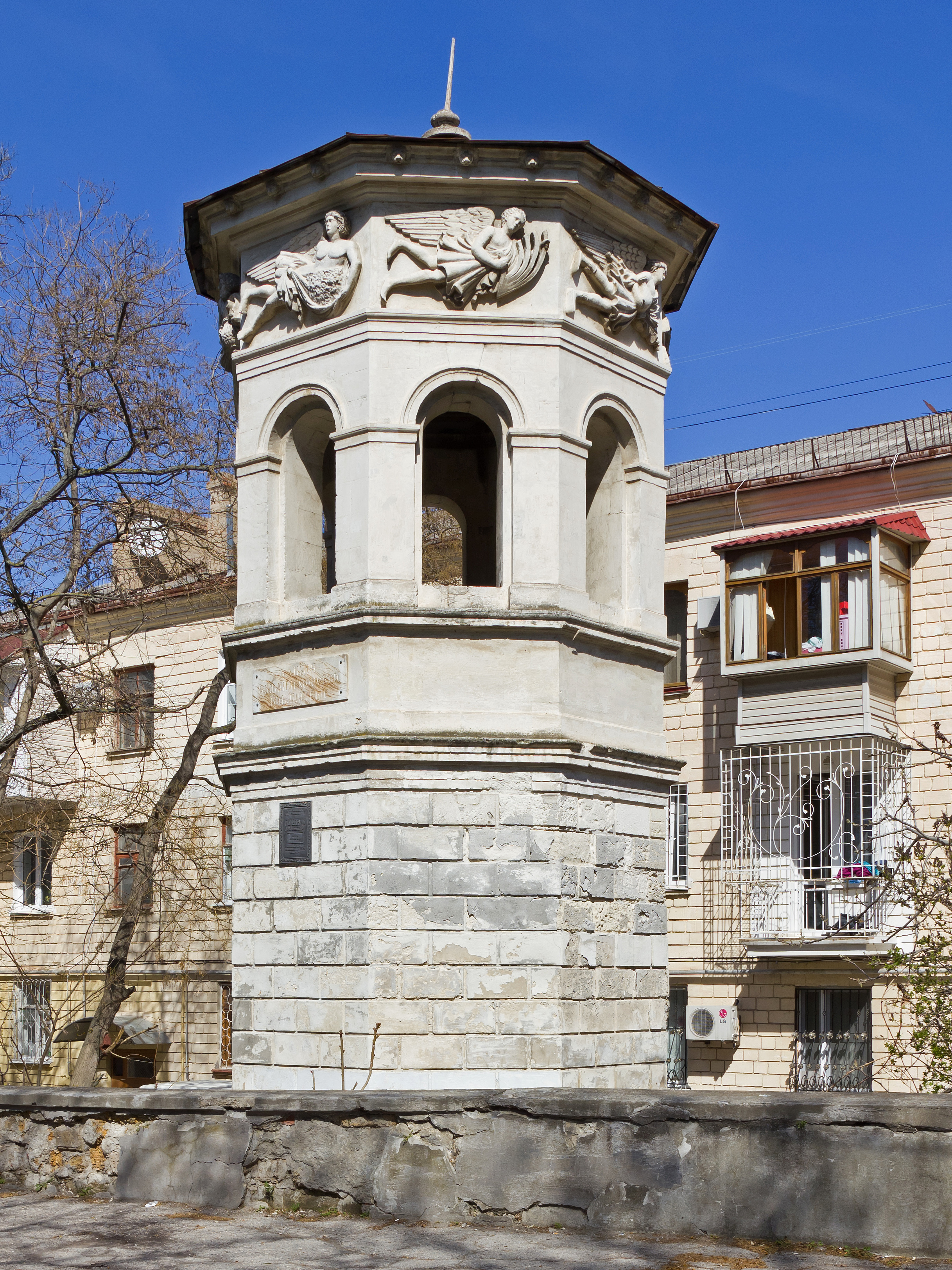
La tour des Vents de Sébastopol.

L'architecture de la tour des Vents a inspiré celle de plusieurs monuments, parmi lesquels la Tour du Marzocco à Livourne (XVe siècle), l'observatoire Radcliffe à Oxford (XVIIIe siècle), le mausolée de Panagís Valliános (en), fondateur de la Bibliothèque nationale de Grèce (West Norwood Cemetery, Londres), le Temple des Vents dans les jardins de Mount Stewart (Irlande du Nord), de West Wycombe Park (Buckinghamshire, Angleterre) et de Shugborough Hall (Staffordshire, Angleterre), l'observatoire Daniel S. Schanck (en) dans le New Jersey, la tour Napoléon (de) en Allemagne, ou encore la tour des Vents de Sébastopol édifiée en 1849. En 1864, est inaugurée à La Ciotat une réplique de La Tour des Vents d'Athènes : il s'agit d'un bâtiment construit à l'origine comme hôtel de ville.